# ألكسندر إيغليروك

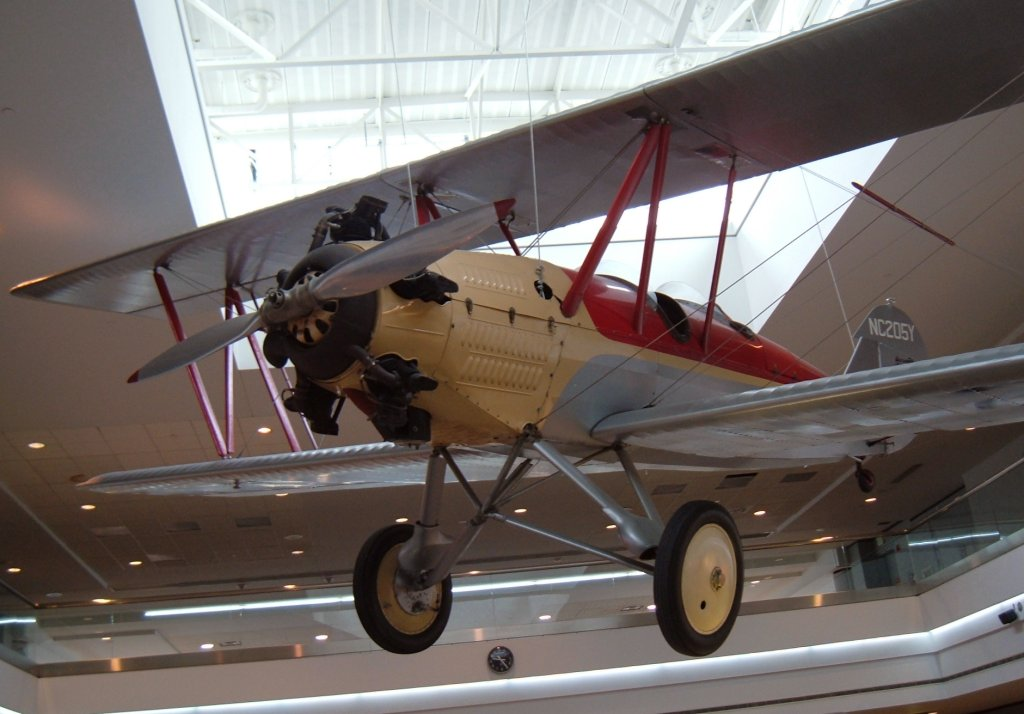
طائرة إيغليروك مزودة بمحرك رايت J-5 معروضة في مطار دنفر الدولي

ألكسندر إيغليروك (بالإنجليزية: Alexander Eaglerock)‏ كانت طائرة ثنائية السطح، أنتجت في الولايات المتحدة في عقد 1920 من قبل شركة ألكسندر للطائرات من كولورادو سبرينغس، كولورادو.
كانت مزودة بعدة هبوط عجلات ثابت، بمقعدين، وتوفرت في نموذجين، أحدهما بمحرك هيسبانو سويسا يبلغ 150 حصان (110 كيلو واط)، بسعر 4000 دولار أمريكي ، والآخر مع رايت J-5، بسعر 6500 دولار. كما كانت إغليروك متوفرة مع مجموعة متنوعة من المحركات الأخرى، تصل قوتها إلى حصان (200 كيلوواط)، مع أسعار تبدأ من 2250 دولار.

## مواصفات (Eaglerock A-1)
البيانات من American Airplane Specifications
الخصائص العامة
- طاقم: 1
- سعة: 2 passengers
- طول: 25 قدم 11 بوصة (7.90 م)
- باع الجناح: 36 قدم 8 بوصة (11.18 م)
- ارتفاع: 9 قدم 10 بوصة (3.00 م)
- مساحة الجناح: 330 قدم2 (31 م2)
- الوزن فارغة: 1,705 رطل (773 كـغ)
- الوزن الإجمالي: 2,491 رطل (1,130 كـغ)
- سعة الوقود: 67 غال-أمريكي (56 غالون إمب؛ 250 ل)
- محركات: 1 × Wright Whirlwind radial engine, 225 حصان (168 كـو)

أداء
- السرعة القصوى: 130 ميل/س (209 كم/س؛ 113 عقدة)
- سرعة العبور: 110 ميل/س (96 عقدة؛ 177 كم/س)
- Stall speed: 36 ميل/س (31 عقدة؛ 58 كم/س)
- مدى: 590 ميل (513 nmi؛ 950 كـم)
- سقف الخدمة: 17,900 قدم (5,456 م)
- معدل الصعود: 1,080 قدم/د (5.5 م/ث)